# Barbara Harmer
Barbara Harmer (* 14. September 1953 in Loughton, Essex; † 20. Februar 2011 in Chichester) war eine britische Pilotin. Sie war der erste weibliche Concorde Pilot, der im Linienverkehr Transatlantikflüge im Überschallbereich Mach 2 durchführte.  

## Leben
Barbara Harmer wurde 1953 als jüngste von vier Schwestern im Badeort Loughton im Bezirk West Sussex in England geboren. Sie besuchte eine Klosterschule, verließ sie im Alter von 15 Jahren und erlernte das Friseurhandwerk. 
Fünf Jahre später, als sie am Londoner Flughafen Gatwick in einem Friseurbetrieb tätig war, bewarb sie sich auf eine Ausschreibung der Luftfahrtbehörde zur Ausbildung als Fluglotse. Sie begann auch Flugstunden zu nehmen. Nach Erhalt ihrer Privatpilotenlizenz (PPL) an der Goodwood-Flugschule begann sie die Berufspilotenausbildung, die sie im Mai 1982 mit der Zulassung als Berufspilotin (CPL) beendete. Sie war zunächst bei kleineren Fluggesellschaften tätig und bekam im März 1984 eine Anstellung als Flugkapitän bei der British Caledonian Airways. Dort flog sie für drei Jahre BAC One-Eleven und danach Langstrecke auf McDonnell Douglas DC-10. 
1987 fusionierten British Caledonian Airways mit der British Airways. Die Fluggesellschaft betrieb zu dieser Zeit bereits die Concorde in Großbritannien. Barbara Harmer wurde bei Britisch Airways 1992 als die erste Frau ausgewählt, um eine sechsmonatige Ausbildung und Umschulung auf die Concorde zu absolvieren. Ab 25. März 1993 war Harmer die erste qualifizierte Concorde-Pilotin und flog Ende des Jahres ihren ersten Concorde-Flug als First Officer zum John F. Kennedy International Airport in New York City.
Im Jahr 2001 erhielt die Air-France-Pilotin Béatrice Vialle als zweite von nur zwei Frauen die Musterberechtigung für die Concorde. Die beiden Pilotinnen absolvierten rund 35 Flüge zwischen Paris, London und New York, bevor der Dienst der Concorde 2003 eingestellt wurde. Harmer flog danach noch bis zum Ende ihrer Berufspilotentätigkeit bis 2009 auf dem Typ Boeing 777 im Liniendienst. 
Barbara Hamers zweite Leidenschaft war der Segelsport. Sie nahm oft in ihrer Freizeit an internationalen Segelveranstaltungen teil. Sie lebte in einem Haus mit mediterran gestalteten Garten in Felpham, West Sussex, mit Blick auf den Ärmelkanal. 2010 wollte sie mit ihrer Yacht Archambault A35 an einer transatlantischen Segelveranstaltung teilnehmen. Wegen einer plötzlich aufgetretenen unheilbaren Krankheit musste sie diesen Plan jedoch aufgeben. Sie starb 2011 im St.-Wilfrid-Hospiz, Chichester.